# Kanton Clelles
Kanton Clelles (fr. Canton de Clelles) je francouzský kanton v departementu Isère v regionu Rhône-Alpes. Skládá se z osmi obcí.

## Obce kantonu
- Chichilianne
- Clelles
- Lalley
- Le Monestier-du-Percy
- Percy
- Saint-Martin-de-Clelles
- Saint-Maurice-en-Trièves
- Saint-Michel-les-Portes